# 폴 웨스터버그
폴 해럴드 웨스터버그(영어: Paul Harold Westerberg, 1959년 12월 31일 ~ 현재)는 미국의 음악가로, 록 밴드 리플레이스먼츠의 리드 싱어, 기타리스트 그리고 송라이터로 유명하다.